# Digital Fuel
Digital Fuel est un fournisseur, depuis l’an 2000, de programme SaaS d'operation de gestion financière des technologies de l'information et de la communication (IT - technologies de l'information) qui regroupent les techniques utilisées dans le traitement et la transmission des informations pour la planification, la facturation et l'optimisation du coût et de la valeur.

En 2008 Digital Fuel a élargi sa gamme de produits de technologies de l'information et de la communication avec des outils de gestion financière pour aider à mieux gérer les entreprises IT pour les valeurs commerciale. 

Digital Fuel a recueilli plus de 30 millions de dollars en financement provenant d'investisseurs comme Apax Partner et Benchmark Capital.
Leurs Clients les plus connus sont Volkswagen, Xerox, Delta Lloyd, Nestlé, Capgemini et  IBM.

## La Gestion des opérations des technologies de l'information et de la communication
La gestion des opérations IT est un ensemble d'applications SaaS qui automatise la base financière nécessaire pour planifier, collecter et optimiser le coût et la valeur des IT.
Aujourd’hui les compagnies IT seraient un facteur important de croissance économique aux États-Unis grâce à la hausse de la productivité du travail pour la saisie de l'information, donc baisse des coûts.

## Produits et Services
- Les coûts de gestion IT - joindre les connexions Entre les services informatiques et leurs coûts sous-jacents en utilisant une approche graphique intuitive TCO.

- Gestion et planification de la demande et du budget - Facilite la budgétisation, la planification et la prévision

- Optimisation des coûts IT -  identifier automatiquement les domaines potentiels ou une réduction des coûts est possible[4]

- IT Vendor Management - Mécanisme de contrôle et d’optimisation qui gère de façon proactive les engagements contractuels avec les fournisseurs.

- IT SLA et KPI Management - Définir, suivre et faire rapport sur les services SLA et KPI, fournisseurs, clients et analyse des causes et impact sur les entreprises.